# Chiesa della Madonna della Neve (Canazei)
La chiesa della Madonna della Neve è una chiesa sussidiaria nella frazione di Gries a Canazei. Risale al XVI secolo.

## Storia
La data precisa della fondazione di Madonna della Neve a Gries di Canazei non è certa e la prima citazione documentale è del 1570. In quel momento esisteva già una cappella con tale dedicazione e vennero descritto lavori legati alla costruzione di un nuovo edificio, che ci è pervenuto.
La solenne consacrazione venne celebrata nel 1582.
Nei primi decenni del XVIII secolo l'artista fiemmese Giovanni Battista Cudauner affrescò la grande immagine di San Cristoforo sulla parete esterna a destra e, alla fine del secolo, la torre campanaria venne dotata di orologio.
Nel 1818 la chiesa passò dalla diocesi di Bressanone a quella di Trento.
Nel 1862 iniziarono lavori di restauro per riparare i danni di un incendio dell'anno precedente che si conclusero nel 1868. Dopo tale ricostruzione venne probabilmente celebrata una consacrazione ma la data non è nota. Un nuovo ciclo di restauri venne realizzato tra 1878 e 1888. In questi anni venne mutato in rosso il colore della copertura a cipolla della torre campanaria.
Durante il primo conflitto mondiale gli austriaci requisirono le campane e, nel primo dopoguerra, la chiesa (in particolare il campanile) fu oggetto di restauri. Nel 1928 vennero poste nel castello campanario 6 nuove campane.
Nel 1949, quando ormai era stata edificata la nuova parrocchiale, la chiesa della Madonna della Neve che era stata poco a poco dimenticata, venne utilizzata come cinema e centro ricreativo mentre le campane e le suppellettili sacre vennero trasferite alla nuova chiesa del Sacro Cuore di Gesù.
Seguirono anni di utilizzi diversi e di semiabbandono poi, negli anni compresi tra 1976 e 1978 l'edificio venne ristrutturato con consolidamenti, tinteggiature, aggiornamento ed installazione di impianti. La chiesa fu così nuovamente utilizzata per le celebrazioni religiose.
Seguirono altri adeguamenti e rifacimenti, come il lavoro sulla copertura del tetto nel 1985 ed il restauro generale concluso nel 1996, che riguardò anche l'immagine di San Cristoforo affrescato all'esterno.